# Willughbeia lunduensis
Willughbeia lunduensis là một loài thực vật có hoa trong họ La bố ma. Loài này được Mabb. miêu tả khoa học đầu tiên năm 1996.